# Werner Breitschwerdt
Werner Breitschwerdt, född den 23 september 1927 i Stuttgart, död den 20 december 2021 i samma stad, är en tysk ingenjör och företagsledare.
Breitschwerdt anställdes av Daimler-Benz AG 1953 och arbetade på karossdivisionen för personbilar. 1973 hade han avancerat till utvecklingschef för denna sektion. 1978 efterträdde Breitschwerdt Hans Scherenberg som ansvarig för forskning och utveckling för hela koncernen. Hans namn är särskilt nära förknippat med Typ 190.
Mellan 1983 och 1987 var Breitschwerdt styrelseordförande för Daimler-Benz.